# Sciobia caliendra
Sciobia caliendra är en insektsart som först beskrevs av Fischer 1853.  Sciobia caliendra ingår i släktet Sciobia och familjen syrsor.

## Underarter
Arten delas in i följande underarter:
- S. c. caliendra
- S. c. ambigua